# فرناند جوردانت
فرناند جوردانت (3 فبراير 1903 – 2 يناير 1956) هو مبارز بالسيف فرنسي راحل، مثّل بلاده في الألعاب الأولمبية الصيفية 1932.

## روابط خارجية
فرناند جوردانت على موقع أوليمبيديا (الإنجليزية)